# Hochschullehrer des Jahres
Der Titel Hochschullehrer des Jahres oder „Hochschullehrerin des Jahres“ ist eine Auszeichnung des Deutschen Hochschulverbands (DHV). Die Auszeichnung wird seit 2006 einmal im Jahr verliehen und ist mit 10.000 Euro dotiert.
Mit der Auszeichnung sollen Hochschullehrerinnen und Hochschullehrer geehrt werden, die „durch außergewöhnliches Engagement in herausragender Weise das Ansehen ihres bzw. seines Berufsstandes in der Öffentlichkeit gefördert“ haben. 
Vorgeschlagen werden können Professorinnen und Professoren, die korporationsrechtlich einer deutschen Hochschule angehören, sowie deutsche Professoren im Ausland. Über die Zuerkennung entscheidet als Jury das Präsidium des DHV.

## Preisträger
- 2006 Rudolf Guthoff
- 2007 Werner W. Franke
- 2009 Katja Windt
- 2010 Heather Cameron
- 2011 Erwin Emmerling
- 2012 Harald Lesch
- 2013 Klaus Lieb
- 2014 Anne Bohnenkamp-Renken
- 2015 Raúl Rojas
- 2016 Hans-Werner Sinn
- 2017 Michael Wolffsohn
- 2018 Tanja Gabriele Baudson
- 2019 Ulrich Schubert
- 2020 Gerhard Trabert
- 2021 Christian Drosten, Sandra Ciesek
- 2022 Özlem Türeci, Uğur Şahin
- 2023 Antje Boetius[2]
- 2024 Bertolt Meyer[3]
- 2025 Nils Mönkemeyer[4]